# Академія наук Республіки Башкортостан
54°43′52″ пн. ш. 55°57′05″ сх. д. / 54.731231° пн. ш. 55.951277° сх. д.
Академія наук Республіки Башкортостан (Державна бюджетна наукова установа «Академія наук Республіки Башкортостан»; скор. АН РБ) — вища державна наукова установа Республіки Башкортостан.

## Опис
Членами Академії наук Республіки Башкортостан обираються вчені, які збагатили науку визначними працями або працями першорядного значення. Академія також засновує звання почесних та іноземних членів, якими обираються широко відомі, такі, що мають високу вітчизняну та міжнародну репутацію вчені Башкортостану і Росії, іноземних держав, видатні діячі літератури, мистецтва, освіти і культури, які зробили видатний внесок у різні галузі діяльності, активно сприяють розвитку науки, освіти, економіки та культури в Башкортостані.
Вищим органом управління АН РБ є загальні збори, що складається з членів Академії, докторів наук, обраних членами відділень. Загальні збори АН РБ приймають статут, рішення про створення, реорганізацію та ліквідацію її відділень і філій, визначають основні напрями наукових досліджень, затверджують звітну доповідь президії АН РБ про її науково-організаційну діяльності і результати наукових досліджень тощо. Загальні збори обирають президента, віце-президентів, головного вченого секретаря, Президію АН РБ і академіків-секретарів її відділень.
4 травня 2011 року таємним голосуванням на загальних зборах Академії наук в Уфі проректор з навчальної роботи Уфимського державного нафтового технічного університету, професор Раміль Бахтізін був обраний новим президентом Академії наук Республіки Башкортостан.
Академія наук Республіки Башкортостан має філії в містах Стерлітамаку і Сібаї.

## Історія
Академія була утворена на базі Башкирської філії Академії наук СРСР.
6 лютого 1991 року вийшла постанова Президії Верховної Ради Башкирської РСР про створення самостійної академії «для збереження, зміцнення і розвитку науково-технічного потенціалу республіки».
Академія вирішує завдання забезпечення наукового розвитку республіки та її багатонаціонального народу, бере активну участь в інтеграції дослідницької, інноваційної діяльності республіканських наукових організацій, вишів і підприємств, зміцнює зв'язки між наукою і освітою, розвиває співробітництво республіканської наукової спільноти з науковими спільнотами Росії та інших країн світу. Робота Академії наук Республіки Башкортостан будується у відповідності з республіканськими науково-технічними програмами, затверджуваними урядом Республіки Башкортостан, та щорічними посланнями президента республіки парламенту (Державним зборам — Курултаю Республіки Башкортостан).
У 1991 році відбулися установчі збори Академії наук Республіки Башкортостан, на яких були обрані з числа засновників перші академіки АН РБ.
У 1992 році відбулися перші Загальні збори, на них був обраний президент АН РБ — О. А. Кайбишев.
О. А. Кайбишев ініціював Указ Верховної Ради РБ, підписаний його Головою М. Г. Рахімовимпро включення до АН РБ всіх інститутів Башкирського наукового центру (БНЦ), що тоді входив до Уральського відділення РАН, який не був узгоджений з керівництвом Російської академії наук. У науковій спільноті Уфи виник розкол.
Конфлікт розв'язався після зустрічі президента РАН Ю. С. Осипова і М. Г. Рахімова. Було вирішено вивести академічні інститути Уфи з УрВ РАН і залишити у складі Уфімського наукового центру РАН, підпорядкованого безпосередньо Президії РАН, а Академії наук РБ залишити галузеві інститути за винятком інститутів (Інституту механіки та Інституту надпластичності), які до цього не входили в науковий центр.
Будівля президії УНЦ РАН в Уфі була передана АН РБ. У РБ були обрані два президенти — УНЦ РАН і Академії наук Республіки Башкортостан.
У 1996—2003 роках велося об'єднання робіт АН РБ і УНЦ РАН. Президії АН РБ і УНЦ РАН стали працювати разом, незважаючи на різну відомчу приналежність. Були створені спільні науково-організаційні структури: наукові ради, аспірантура, докторантура, видавництво «Гілем». Організовано спільне користування інфраструктурою УНЦ РАН і АН РБ (інформаційна мережа, бібліотека, поліклініка, автобаза, дитячі садки, бази відпочинку тощо).

### Керівництво
Президенти академії за роком призначення:
- 1991 — Кайбишев Оскар Акрамович[ru] (1939—2017), металознавець
- 1995 — Нігматулін Роберт Іскандрович[ru] (нар. 1940), механік і математик
- 2004 — Ільгамов Марат Аксанович (нар. 1934), механік і математик
- 2006 — Шаммазов Айрат Мінгазович[ru] (нар. 1947), гірничий інженер
- 2011 — Бахтізін Раміль Назіфович[ru] (нар. 1955), математик
- 2016 — Гаязов Альфіс Суфіянович[ru] (нар. 1956), педагог.

У Президії АН РБ 31 людина, серед них:
- Бахтізін, Раміль Назифович
- Кунакова Райхана Валіуллівна — віце-президент
- Аюпов Мансур Анварович[ru] — віце-президент
- Аблєєв Руслан Іршатович — головний вчений секретар.

## Структура Академії
Відділення АН РБ
- Відділення соціальних та гуманітарних наук
- Відділення фізико-математичних і технічних наук
- Відділення наук про Землю і природних ресурсів
- Відділення хіміко-технологічних наук
- Відділення біологічних і сільськогосподарських наук
- Відділення медичних наук

Наукові організації Академії наук Республіки Башкортостан
- ДБУ РБ Науково-дослідний технологічний інститут гербіцидів і регуляторів росту рослин з дослідно-експериментальним виробництвом Академії наук Республіки Башкортостан.
- ДБУ Уфимський науково-дослідний інститут очних хвороб Академії наук Республіки Башкортостан.
- ДАУ Республіканський науково-технологічний та інформаційний комплекс «Баштехінформ».
- ДБУ РБ Наукове видавництво «Башкирська енциклопедія».
- ДБНУ Інститут гуманітарних досліджень Республіки Башкортостан.
- ДБНУ Інститут соціально-політичних і правових досліджень Республіки Башкортостан.
- ДАНУ Інститут нафтогазових технологій і нових матеріалів Республіки Башкортостан.
- ДАНУ Інститут регіональних досліджень Республіки Башкортостан.
- ДАНУ Інститут прикладних досліджень Республіки Башкортостан.
- Центр гідравліки трубопровідного транспорту.
- ДАНУ РБ Центр аграрних досліджень.
- Видавництво «Гілем»[4].

Наукові організації, що знаходяться у спільному віданні Академії наук Республіки Башкортостан і республіканських органів виконавчої влади
- ДУП Інститут проблем транспорту енергоресурсів Республіки Башкортостан Міністерства промисловості та інноваційної політики Республіки Башкортостан і ДНУ АН РБ.
- ДУП Інститут нафтохімпереробки Республіки Башкортостан Міністерства промисловості та інноваційної політики Республіки Башкортостан і ДНУ АН РБ.

Наукові організації, науково-методичне керівництво якими здійснює Академія наук Республіки
- ФДУН «Уфимський науково-дослідний інститут медицини праці і екології людини» Федеральної служби з нагляду в сфері захисту прав споживачів і добробуту людини.
- ДНУ «Башкирський науково-дослідний інститут сільського господарства» Російської академії сільськогосподарських наук (з дослідними господарствами).
- ДУП «Науково-дослідний інститут безпеки життєдіяльності» Управління з надзвичайних ситуацій при Уряді Республіки Башкортостан.
- ДУП Башкирський науково-дослідний проектний інститут будівельних матеріалів «БашНІПІБпром» Міністерства будівництва, архітектури та транспорту Республіки Башкортостан.
- ДУП «Дослідний завод».
- ДУП «Башкирська дослідна станція бджільництва».
- ДУП «Науково-дослідний і виробничий інститут біотрансплантатів і біопрепаратів „Біоплант“».

## Члени Академії
Чинні академіки
- Абдрахманов Ільдус Барієвич — відділення хіміко-технологічних наук
- Азнабаєв Марат Талгатович[ru] — відділення медичних наук
- Вахітов Венер Абсатарович[ru] — сектор біологічних наук
- Гумеров Асгат Галім’янович[ru] — відділення наук про Землю і природних ресурсів
- Джемілєв Усеїн Меметович[ru] — відділення хіміко-технологічних наук
- Ільгамов Марат Аксанович — сектор фізико-математичних наук
- Ісянбаєв Мазгар Насіпович — сектор соціальних наук
- Казанцева Тамара Тимофіївна — відділення наук про Землю і природних ресурсів
- Кунакова Райхана Валіуллівна — відділення хіміко-технологічних наук
- Магазов Різа Шаїх’янович[ru] — відділення медичних наук
- Махмутов Анас Хусаїнович[ru] — сектор соціальних наук
- Мустафін Ахат Газізьянович[ru]] — відділення хіміко-технологічних наук
- Напалков Валентин Васильович[ru] — наукова рада з математики
- Нігматулін Роберт Іскандрович[ru] — сектор фізико-математичних наук
- Тімербулатов Віль Мамілович[ru] — відділення медичних наук
- Файзуллін Фаніль Саїтович[ru] — сектор соціальних наук
- Хуснутдінова Ельза Камілівна — сектор біології
- Шагапов Владислав Шайхулагзамович[ru] — сектор фізико-математичних наук
- Шаммазов Айрат Мінгазович[ru] — відділення наук про Землю і природних ресурсів

Члени-кореспонденти
- Акманов Айтуган Ірікович[ru] — Сектор гуманітарних наук
- Ахатов Іскандер Шаукатович[ru] — Сектор фізико-математичних наук
- Ахатова Іраїда Абубакірівна[ru] — Сектор сільськогосподарських наук, головний науковий співробітник ДНУ Башкирський науково-дослідний інститут сільського господарства РАСГН
- Ахметов Арслан Фарітович[ru] — Відділення наук про Землю і природних ресурсів
- Аюпов Мансур Анварович[ru] — Сектор соціальних наук, доктор політичних наук
- Баширов Радик Мінніханович[ru] — Сектор сільськогосподарських наук
- Бікбаєв Равіль Тухватович[ru] — Сектор гуманітарних наук
- Валієв Руслан Зуфарович[ru] — Сектор фізико-математичних наук
- Валітов Раїль Бакірович[ru] — Відділення хіміко-технологічних наук
- Валіуллін Рим Абдуллович[ru] — Відділення наук про Землю і природних ресурсів
- Галін Фанур Зуфарович[ru] — Відділення хіміко-технологічних наук
- Галяутдинов Ішмухамет Гільмутдинович — Сектор гуманітарних наук, мовознавець
- Ганцев Шаміль Ханафійович[ru] — Відділення медичних наук, Хірург-онколог
- Гарипов Талмас Магсумович[ru] — Сектор гуманітарних наук, мовознавець, тюрколог
- Дегтярьов Олександр Миколайович[ru] — Сектор соціальних наук, економіст
- Єнікеєв Зуфар Іргалійович — Сектор соціальних наук, правознавець
- Злотський Семен Соломонович[ru] — Відділення хіміко-технологічних наук
- Зорін Володимир Вікторович[ru] — Відділення хіміко-технологічних наук, хімік-органік
- Ільясов Барий Галейович[ru] — Сектор технічних наук, інженер-електромеханік
- Ісмагілов Рафаель Рішатович[ru] — Сектор сільськогосподарських наук, вчений-агроном
- Камілов Фелікс Хусаїнович[ru] — біохімік
- Карамова Лєна Мірзаївна[ru] — лікар, профпатолог
- Кієкбаєв Мурат Джелілович[ru] — соціолог
- Кінзікєєв Ахтям Рахматуллович[ru] — геологія
- Красичков-Терновський Ігор Федорович[ru] — математик
- Кунафін Гініятулла Сафіуллович[ru] — філолог
- Кусимов Салават Тагірович — механік
- Ляпіна Нафіса Кабірівна[ru] — хімік
- Майстренко Валерій Миколайович[ru] — хімік
- Масагутов Рим Хакімович[ru] — геологія
- Миркін Борис Михайлович — фітоценології, агроекології
- Міфтахов Мансур Сагар’ярович[ru] — хімік
- Мухамедьяров Альфред Муллагалійович[ru] — економіст.
- Мухін Віктор Сергійович[ru] — механік
- Новокшенов Віктор Юрійович[ru] — математик
- Нугаєв Раїс Янфурович[ru] — механік
- Одиноков Віктор Миколайович[ru] — хімік-органік
- Панов Олександр Костянтинович[ru] — механік
- Плечев Володимир В’ячеславович[ru] — кардіохірург
- Раянов Фаніс Мансурович[ru] — правознавець
- Сабітов Каміль Басирович[ru] — математик
- Сангалов Юрій Олександрович[ru] — хімік
- Сафін Халіл Масгутович — аграрій
- Сахаутдінов Венер Газізович — хірург
- Суюндуков Яліль Тухватович[ru] — еколог
- Теляшев Ельшад Гумерович[ru] — геолог
- Хазієв Фангат Хаматович[ru] — ґрунтознавець
- Харрасов Мухамет Хадісович[ru] — фізик, ректор БДУ з 2000 року.
- Хасанова Зілара Муллаянівна[ru] — фізіолог рослин
- Юлмухаметов Рінад Салаватович[ru] — математик

У різний час членами Академії наук Республіки Башкортостан були:
1. Абалкін Л. І. (1930—2011)
2. Аитов Н. А.[ru] (1925—1999)
3. Алмазов В. А. (1931—2001)
4. Амиров Р. З.[ru] (1923—1995)
5. Аюханов М. Б.[ru] (1924—2000)
6. Баимов Р. Н.[ru] (1937—2010)
7. Бакиев А. В.[ru] (1939—2016)
8. Бахтизин Н. Р.[ru] (1927—2007)
9. Бикбаева А. И.[ru] (1926—2004)
10. Буслаев Ю. А.[ru] (1929—2001)
11. Валеев Д. Ж.[ru] (1940—2002)
12. Газизов Ф. М.[ru] (1937—2008)
13. Гатауллин Н. Г.[ru] (1928—2015)
14. Гимаев Р. Н.[ru] (1935—2016)
15. Губайдуллин М. С.[ru] (1920—2008)
16. Гусманов У. Г.[ru] (1935—2016)
17. Давлетов Э. Г.[ru] (1947—1998)
18. Донелли А. С.[ru] (Alton S.Donelly) (1920—2007)
19. Зайнуллин М. В.[ru] (1935—2016)
20. Заянчковський І. П. (1917—2010)
21. Иванов В. Т.[ru] (1929—2003)
22. Ильюшин А. А.[ru] (1911—1998)
23. Имашев У. Б.[ru] (1945—2018)
24. Исмагилов З. Г. (1917—2004)
25. Ишмухаметов А. И.[ru] (1932—2004)
26. Кагарманов Н. Ф.[ru] (1929—1996)
27. Казаков В. П. (1934—2010)
28. Казанцев Ю. В. (1935—2011)
29. Кайбышев О. А.[ru] (1939—2017)
30. Камалетдинов М. А.[ru] (1928—2013)
31. Каримов М. С. (Мустай Карим) (1919—2005)
32. Кирпичников П. А.[ru] (1913—1997)
33. Коган Л. Н.[ru] (1923—1997)
34. Конарев В. Г.[ru] (1915—2005)
35. Раїль Кузеєв (1929—2005)
36. Кузеев Р. Г.[ru] (1923—1998)
37. Кунакбаев С. А. (1901—1996)
38. Кучеров Е. В.[ru] (1924—2005)
39. Лякишев Н. П.[ru] (1929—2006)
40. Мавлютов М. Р.[ru] (1928—2000)
41. Мажитов Н. А. (1933—2015)
42. Мазунов В. А.[ru] (1942—2011)
43. Миначев Х. М.[ru] (1908—2002)
44. Минскер К. С. (1929—2003)
45. Мирзаджанзаде А.Х.[ru] (1928—2006)
46. Мозжерин В. И.[ru] (1926—2008)
47. Монаков Ю. Б.[ru] (1942—2011)
48. Наливкин В. Д.[ru] (1915—2000)
49. Осипьян Ю. А.[ru] (1931—2008)
50. Рахманкулов Д. Л. (1939—2008)
51. Садыков Ф. Б.[ru] (1929—1998)
52. Саитбатталов Г. Г.[ru] (1928—2010)
53. Саяхов Ф. Л.[ru] (1934—2002)
54. Спивак А. И.[ru] (1923—2007)
55. Старова Н. В.[ru] (1923—2005)
56. Султанов Ф. Ф.[ru] (1928—2003)
57. Сюняев З. И.[ru] (1929—2001)
58. Тенишев Э. Р.[ru] (1921—2001)
59. Терегулов Р. Г.[ru] (1922—1998)
60. Трофимук А. А. (1911—1999)
61. Ураксин З. Г. (1935—2007)
62. Усманов Х. Ф.[ru] (1923—2009)
63. Фролов К. В. (1932—2007)
64. Халиков Г. А.[ru] (1931—2007)
65. Хангильдин В. Х.[ru] (1907—1997)
66. Чуркин Ю. В.[ru] (1935—1998)
67. Шакиров Д. Т.[ru] (1914—2006)
68. Шатилов И. С.[ru] (1917—2007)
69. Яншин А. Л.[ru] (1911—1999)
70. Яхимович В. Л.[ru] (1913—1994)

Почесні академіки:
- Абдулін Айтмухамед Абдуллайович[ru] — геологія
- Агаджанян Микола Олександрович[ru] — фізіология
- Акчурін Ренат Сулейманович[ru] — кардіология
- Арасланов Нурамбік Гініятович[ru] — економіка
- Белецька Ірина Петрівна — хімія
- Березін Всеволод Леонідович[ru] — геологія
- Берлін Олександр Олександрович[ru] — хімія
- Борисова Нінель Андріївна[ru] — неврологія
- Васильєв Леонід Михайлович[ru] — філологія
- Гаріфуллін Фаріт Шаріфуллінович[ru] — ґрунтознавець
- Галімов Ерік Михайлович — геологія
- Ганієв Рівнер Фазилович[ru] — механік, машинознавець
- Зефіров Микола Серафимович[ru] — хімія
- Кайдаров Абу-Алі Туганбайович — філологія
- Кулаєва Ольга Миколаївна[ru] — біологія
- Нургалін Зіннур Ахмадійович[ru] — філологія
- Лазарєва Діна Наумівна[ru] — фармакологія
- Мінібаєв Руфіль Гафарович — біологія
- Надіров Надір Карімович[ru] — хімія
- Осипов Віктор Іванович[ru] — геологія
- Пучков Лев Олександрович[ru] — гірнича справа
- Рижов Олексій Андрійович[ru]- машинобудування
- Сєров Володимир Миколайович[ru] — гінекологія
- Султанов Байрак Закійович[ru] — нафтегазодобування
- Сюняєв Рашид Алійович — астрофізика
- Фісінін Володимир Іванович[ru] — сільське господарство
- Хаджиєв Саламбек Наібович[ru] — хімія
- Хазієв Гадельгарей Закірович[ru] — сільське господарство
- Хамитов Едуард Шайхуллович[ru] — педагогіка
- Аббас Махмуд — історія, глава Палестинської Національної Адміністрації[6]

Іноземні члени Академії за роклм обрання:
- 1991 — Мадьярі А. — сільськогосподарські науки
- 1991 — Падманабхан К. А. — технічні науки
- 1995 — Лехі Р. — фізико-математичні науки
- 1998 — Батай Ж. — фізико-математичні науки
- 1998 — Бенерджі С. — хімія та фізико-математичні науки
- 1998 — Какач С. — технічні, фізико-математичні науки
- 1998 — Крам Л. — фізико-математичні науки
- 1998 — Теофанус Т. Дж. — технічні науки
- 2002 — Каган А. — хімія
- 2012 — Аббас М. — гуманітарні науки
- 2012 — Віллемс Р. — біологія та сільськогосподарські науки
- 2012 — Тоган І. — гуманітарні науки

## Фінансування
Бюджетні асигнування Академії наук РБ: у 2003 році — 65 млн рублів, у 2004 році — 77 млн рублів, … у 2010 році — 253 млн рублів, у 2011 році — 227 млн рублів.
Кошти, що використовуються на виконання наукових досліджень, розбиті на 2 частини: фонд фундаментальних досліджень і державні науково-технічні програми (ДНТП).
Фінансування наукових досліджень та інноваційних розробок здійснюється через великі Федеральні цільові програми, а також по лінії корпорацій типу «Роснано», «РОСТЕХНОЛОГІЇ».

## Премії
Академія наук Республіки Башкортостан є засновником 18 премій у різних галузях науки, імені: Н. А. Аїтова, Д. Ф. Варфоломеєва, Г. В. Вахрушева, С. А. Гаврилова, В. К. Гірфанова, Заки Валіді (див. А. А. Валідов), К. П. Краузе, Г. Х. Кудоярова, Р. Р. Кузєєва, С. А. Кунакбаєва, О. Ф. Леонтьєва, Р. Р. Мавлютова, С. Р. Рафікова, М. І. Такумбетова, Г. Н. Терегулова, К. Р. Тімергазіна, А. О. Трофимука, М. І. Уметбаєва.

## Видання
Академія видає журнали: «Башкирський екологічний вісник» (спільно з НДІБЖД), «Вісник Академії наук Республіки Башкортостан», «Проблеми сходознавства», «Економіка і управління: науково-практичний журнал» (спільно з БАДСУ).